# 12ª Brigata operazioni speciali "Azov"
La 12ª Brigata operazioni speciali "Azov" (in ucraino 12-та бригада спеціального призначення «Азов»?, 12-ta bryhada special'noho pryznačennja «Azov», unità militare 3057), nota anche con le precedenti denominazioni di Reggimento Azov e Battaglione Azov, è un'unità militare ucraina con compiti militari e di polizia.
Fondata nel febbraio 2014 come unità paramilitare di volontari di orientamento neonazista, guidati dal militare e politico suprematista bianco Andrіj Bіlec'kyj, che ne fu primo comandante, durante le prime fasi della guerra del Donbass contro le milizie separatiste filo-russe. Fu inquadrata nella Guardia nazionale dell'Ucraina l'11 novembre 2014.
L'unità militare fa uso di una simbologia usata anche dalla Germania nazista, come il Wolfsangel (nello scudetto dell'unità). È stata inoltre accusata di aver compiuto crimini di guerra e torture tra il 2014 e il febbraio 2015, tra gli altri, dall'Alto Commissariato ONU per i Diritti Umani, da Human Rights Watch e in un rapporto presentato nel 2016 all'OSCE da Foundation for the Study of Democracy. Nel 2018, l'Alto Commissariato ONU per i Diritti Umani ne ha denunciato il carattere «omofobo, sessista, razzista», considerando, tra le altre cose, l'organizzazione di «campi di addestramento per bambini in cui si inocula il culto della violenza e dell’odio anti-russo». Il battaglione è aperto a volontari sia uomini che donne.
Nel corso dell'invasione russa dell'Ucraina del 2022, alcuni reparti hanno preso parte alla violenta e prolungata battaglia di Mariupol; dopo aver difeso l'area urbana della città, i superstiti del reggimento si sono asserragliati nell'area dell'acciaieria Azovstal', dove si sono arresi il 16-20 maggio 2022, dopo l'ordine del governo ucraino, e sono stati fatti prigionieri dalle truppe russe e dalle milizie filo-russe dell'autoproclamata Repubblica Popolare di Doneck.
Nel febbraio 2023 è stata annunciata la conversione dei reparti superstiti del Battaglione Azov confluiti nella 3ª Brigata d'assalto "Azov" e nella 12ª Brigata operazioni speciali "Azov" (erede diretta dell'originale Reggimento), guidata da Bohdan Hrišenkov e Bohdan Krotevyč. Nel 2025 è stato fondato invece il 1º Corpo della Guardia Nazionale "Azov", di cui la 12ª Brigata fa parte.
La Brigata d'assalto è stata inizialmente guidata dall'ex comandante e fondatore del Battaglione, Andrіj Bіlec'kyj (oggi a capo del 3º Corpo d'armata) mentre il Corpo della Guardia Nazionale ha a capo l'altro storico comandante di Azov, Denys Prokopenko.

## Denominazione
La Brigata d'assalto "Azov" (in ucraino Штурмова бригада «Азов»?, Šturmova bryhada «Azov», unità militare 3057), è nata inizialmente come Battaglione Azov (in ucraino Батальйон «Азов»?, Batal'jon «Azov»), denominazione con cui è restata largamente nota anche in seguito, fu inquadrata nella Guardia nazionale dell'Ucraina l'11 novembre 2014 per essere ridenominata nel gennaio del 2015. Dal 2015 al 2022 rimase nota come Reggimento Azov (in ucraino Полк «Азов»?, Polk «Azov») ma ufficialmente era denominata Distaccamento autonomo operazioni speciali "Azov" (in ucraino Окремий загін спеціального призначення «Азов»?, Okremyj zahin special'noho pryznačennja «Azov»).
Fra la fine del 2022 e il febbraio 2023 è stata riorganizzata ed espansa fino al rango di brigata, la quale è stata denominata ufficialmente 12ª Brigata della Guardia nazionale dell'Ucraina "Azov" (in ucraino 12-та бригада Національної гвардії України «Азов»?, 12-ta bryhada Nacional'noї hvardiї Ukraїny «Azov»), rimpiazzando la precedente unità con la stessa numerazione della quale faceva parte.

## Storia
Il caos politico e istituzionale che si è venuto a creare in Ucraina dopo l'Euromaidan - con la deposizione e fuga in Russia di Viktor Janukovyč ed il suo governo, la perdita della Crimea seguita dall'annessione della regione alla Russia ed un aumento considerevole nelle diserzioni dell'esercito ucraino - ha portato le autorità governative ad avvalersi sempre più dell'utilizzo di gruppi paramilitari composti da combattenti provenienti da gruppi nazionalisti dell'estrema destra come l'Assemblea Social-Nazionale (ASN) e i Patrioti d'Ucraina, formando i cosiddetti "Battaglioni di volontari civili".
Nell'aprile del 2014, questi battaglioni vengono regolarmente autorizzati dal ministro dell'interno Arsen Avakov, permettendo conseguentemente la costituzione di reparti paramilitari per un totale di circa 12000 uomini, affiancandoli all'esercito regolare. Essendo un reparto di volontari, per legge il battaglione "Azov" non poteva far parte delle Forze armate permanenti ucraine e nelle sue prime fasi viene quindi inquadrato nella Polizia.

### Attività paramilitare

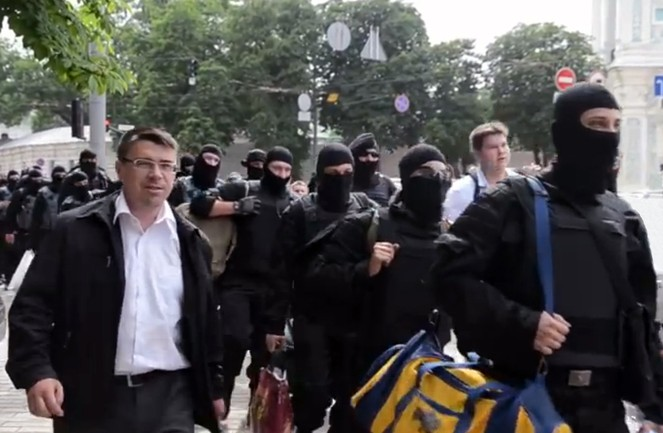
Oleh Odnoroženko (a sinistra) dell'A.S.N. e volontari del battaglione "Azov" per le strade di Kiev nel 2014

Il battaglione "Azov" è stato inizialmente una delle cinque unità paramilitari (unitamente ai battaglioni "Aidar", "Dnipro-1", "Dnipro-2" e "Donbass") composte anche da nazionalisti provenienti da varie nazioni d'Europa per la guerra del Donbass, e nelle prime fasi del conflitto è parte degli oltre quaranta battaglioni di volontari dislocati in tutto il territorio ucraino. Finanziati dall'oligarca ucraino-israeliano Ihor Kolomojs'kyj, già governatore di Dnepropetrovsk e ritenuto anche il finanziatore delle milizie nazionalistiche di Pravyj Sektor considerate le responsabili dell'incendio della Casa dei sindacati di Odessa dove morirono trentotto persone.

Bandiera del reggimento fino ad agosto 2015

Il battaglione ha la prima sede a Urzuf, città costiera che si affaccia sul Mar d'Azov da cui prende il nome, a circa quaranta chilometri a sud-ovest di Mariupol' nell'oblast' di Donec'k. Denominazione già assunta dal Corpo d'Azov, una unità dell'Esercito insurrezionale rivoluzionario d'Ucraina che operò durante la guerra civile russa contro i bolscevichi.
Ed è proprio a Mariupol' che, il 13 giugno 2014, avviene il battesimo del fuoco del reparto: la città costiera, che era stata precedentemente occupata dai ribelli secessionisti filorussi, viene riconquistata e poi dichiarata "Capitale provvisoria dell'Oblast' di Donec'k", in sostituzione della città di Donec'k ancora occupata dai secessionisti. 
Da allora nei mesi successivi, il battaglione "Azov" viene impiegato in un'intensa attività operativa contro le forze secessioniste dell'autoproclamata Repubblica Popolare di Doneck, sostenuta dalla Russia, partecipando a numerose operazioni militari come «battaglione speciale di polizia» sotto il controllo del Ministero degli Interni ucraino. 
L'11 agosto il battaglione "Azov" e i paracadutisti dell'esercito ucraino conquistano la città di Mar"ïnka, presidiata dalle forze secessioniste filorusse; nel settembre 2014 il battaglione "Azov" partecipa alla seconda battaglia di Mariupol, quando le forze secessioniste tentarono nuovamente di impadronirsi della città, senza riuscirvi: Mariupol' fu allora sottoposta a bombardamenti con razzi Grad. In seguito al cessate-il-fuoco del 6 settembre, rimane sul fronte di Donec'k conducendo intense attività di bonifica da ordigni esplosivi e di ricognizione.
In ottobre Andrіj Bіlec'kyj lascia il comando dell'unità.
L'11 novembre 2014 l'"Azov", come le altre quattro unità paramilitari, i battaglioni "Donbas", "Aidar", "Dnepr-1", "Dnepr-2", è incorporato nella Guardia nazionale dell'Ucraina e trasformato in unità militare regolare e permanente. Assieme all'altrettanto celebre battaglione "Donbass" e al DUK (Corpo Volontario Ucraino) è stato uno dei reparti militari di Kiev più intensamente impegnati nel conflitto.

### Reggimento operazioni speciali
Nel gennaio 2015 il battaglione è elevato allo status di Reggimento Operazioni Speciali (Polk Osoblyvoho Pryznačennja) della Guardia nazionale dell'Ucraina e denominato Distaccamento autonomo operazioni speciali "Azov"; intraprende un'intensa attività di addestramento e riorganizzazione, concentrandosi su attività di ricognizione, controguerriglia, operazioni speciali e bonifica da ordigni (EOD). Istituisce una compagnia corazzata (con carri T-64 e T-72) e, in aprile, dei pezzi d'artiglieria.
I componenti sono quindi militari ucraini regolari, ricevono (maggio 2015) una paga mensile di 10.000 grivnie (400 euro) e sono sottoposti alla disciplina e ai regolamenti militari; strutture amministrative e addestrative vengono aperte a Kiev e a Urzuf, e tutto ciò, unitamente ai rifornimenti regolari di armi e materiali inviati dalla Guardia nazionale, aumenta notevolmente l'efficienza del reparto, che a maggio 2015 schiera oltre 1.000 uomini, impegnati a sorvegliare il fronte di Donec'k. Tra i militari dell'Azov ve ne sono anche di origine russa.
Nel 2017, la dimensione del reggimento è stata stimata a più di 2.500 uomini, dato ritenuto attuale fino al combattimento dell'acciaieria Azovstal, per scendere a 900 membri all'inizio del 2022.

#### Invasione russa dell'Ucraina
All'inizio dell'invasione russa dell'Ucraina del 2022 la maggior parte del Reggimento Azov è di stanza a Mariupol', ed entra subito in combattimento contro le truppe russe e le milizie filorusse del Doneck.
Il canale d'informazione bielorusso NEXTA ha riportato la consegna a Charkiv di missili anticarro NLAW al reggimento "Azov" da parte di istruttori NATO.
Nel frattempo a Kiev viene creata dai veterani del reggimento un'unità di difesa territoriale, che prenderà parte alle battaglie difensive nei dintorni della capitale ucraina. Il 9 marzo questa unità è stata elevata al rango di reggimento, subordinata al comando delle Forze terrestri, e ha iniziato il reclutamento di numerosi volontari. Nei mesi successivi ha combattuto nell'Ucraina meridionale, e fra novembre 2022 e gennaio 2023 è entrata a far parte della neonata 3ª Brigata d'assalto "Azov".
Il 19 marzo 2022, il presidente ucraino Volodymyr Zelens'kyj conferisce il titolo di Eroe dell'Ucraina al tenente colonnello Denys Prokopenko, comandante del Reggimento Azov, "per il coraggio personale e l'eroismo mostrato in difesa della sovranità statale e dell'integrità territoriale" durante l'invasione russa.

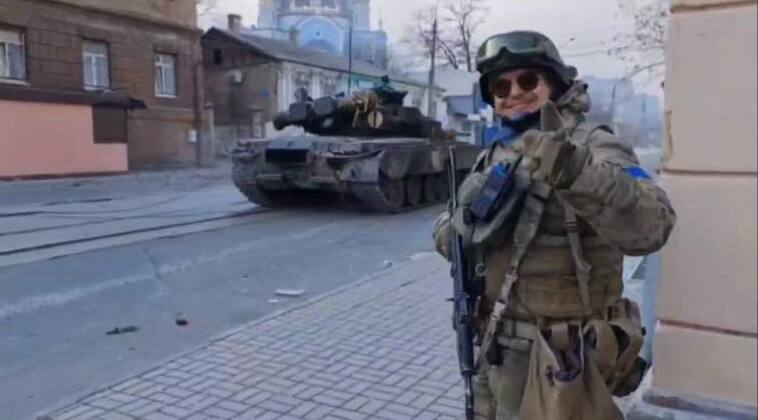
Un ufficiale dell'unità durante la battaglia di Mariupol'

Nello stesso mese, durante la battaglia di Mariupol', l'esercito della Federazione russa e le milizie filorusse del Doneck hanno accerchiato la città, costringendo i difensori a ritirarsi nell'acciaieria Azovstal'. Andrіj Bіlec'kyj, fondatore del Reggimento Azov ha dichiarato: "Abbiamo sempre detto ai nostri ragazzi che non c'era posto per combattere per noi se avevano pianificato di farsi catturare [vivi]".
Nell'aprile 2022 le mogli dei combattenti del Reggimento Azov si recano a Roma insieme a Pëtr Verzilov, fondatore delle Pussy Riot ed ex marito di Nadežda Tolokonnikova, per promuovere una campagna mediatica per salvarli dall'assedio dell'Azovstal'. Tra loro c'è anche Kateryna Prokopenko, moglie del comandante Denys Prokopenko. Giorni dopo vengono ricevuti da Papa Francesco a Città del Vaticano.
A partire dal 16 e fino al 20 maggio 2022, i superstiti del Reggimento Azov asserragliati ad Azovstal', in accordo con il governo ucraino, hanno infine cessato la lunga resistenza e si sono arresi ai russi. Tutti i soldati del reggimento, compresi i comandanti, sono stati trasferiti in campi di prigionia nel territorio della Repubblica Popolare di Doneck e in campi di prigionia in Russia.
Nel maggio 2022, The Times ha riferito che una nuova unità del reggimento Azov era stata ricostituita a Charkiv. La pubblicazione riferiva che la nuova unità aveva rimosso dalle sue insegne il simbolo nazista del Wolfsangel, adottando invece il simbolo delle tre spade d'oro rassomiglianti a un tryzub stilizzato (lo stemma dell'Ucraina). Tale unità ha svolto un ruolo cruciale nella controffensiva nell'Ucraina nord-orientale riuscendo a liberare molti territori dell'Oblast' di Charkiv. All'inizio del 2023 questa unità è stata espansa, diventando la 3ª Brigata d'assalto "Azov" delle Forze terrestri ucraine.
Il 18 giugno 2022 il maggiore Nikita Nadtočij è stato nominato nuovo comandante dell'Azov. Secondo il Moskovskij Komsomolec, Nadtočij è stato individuato da Prokopenko come suo successore durante l'assedio di Mariupol' ed è stato poi evacuato dalla città in elicottero dopo essere stato ferito in azione.
Il 29 luglio 2022, 50 prigionieri di guerra ucraini, per la maggior parte membri del Battaglione Azov che hanno combattuto i russi asserragliandosi ad Azovstal', e rinchiusi nella prigione di Olenivka, nella regione di Donec'k, sono morti in seguito a un incendio divampato in circostanze misteriose. Il segretario generale dell'ONU, António Guterres, ha nominato una commissione per portare a termine una missione conoscitiva per accertare le responsabilità della strage. Diversi membri di Azov liberati in scambi di prigionieri hanno denunciato di essere stati torturati in prigionia dai russi, come accaduto anche ad altri prigionieri di guerra.
Il 21 settembre 2022 Denys Prokopenko, insieme al suo vice Svjatoslav Palamar e altri tre comandanti dei reparti ucraini fatti prigionieri a Mariupol' sono stati liberati nell'ambito di uno scambio di prigionieri, e avrebbero dovuto restare sotto la protezione della Turchia fino al termine dalla guerra, senza poter rientrare in Ucraina. Sono stati interessati dallo scambio 215 uomini da parte ucraina e 55 da parte russa, con l'aggiunta dell'oligarca ucraino filorusso Viktor Medvedčuk catturato il 12 aprile 2022.

### La brigata
Nel febbraio 2023, il Ministero degli affari interni ucraino ha annunciato che l'Azov sarebbe stato ampliato come brigata, per essere operativa ad aprile come 12ª Brigata "Azov" della Guardia nazionale, rimpiazzando la precedente 12ª Brigata operativa "Dmytro Vyšnevec'kyj" della quale il Reggimento Azov faceva parte.
L'8 luglio 2023, alcuni dei massimi comandanti dell'Azov, tra cui Prokopenko, sono stati rilasciati e sono tornati in Ucraina dall'internamento in Turchia, dopo una visita diplomatica del presidente Zelens'kyj nel paese, con una mossa che è stata criticata dalla Russia. In luglio viene annunciato che il tenente colonnello Prokopenko è in fase di riabilitazione e presto avrebbe ripreso le sue funzioni al comando dell'unità.
A partire dalla fine di agosto la brigata è stata schierata, insieme alla 92ª Brigata meccanizzata, nella foresta a sud di Kreminna.
Il 27 settembre 2023 a Rostov sul Don sono stati condannati all'ergastolo 24 combattenti della brigata. I reati contestati sono stati presa di potere con la forza e partecipazione ad un'organizzazione terroristica, rispettivamente art. 278 e art. 205.5 del codice penale russo.
Il Presidente della Federazione Russa, Vladimir Putin, ha citato la presenza di tali unità di ispirazione neonazista all'interno delle forze armate ucraine come una delle ragioni dell'invasione dell'Ucraina (seppur minoritarie, la denazificazione è un argomento ricorrente nella propaganda russa).
Nel febbraio 2024 il Battaglione "Ljubart", formato da veterani dell'Azov all'indomani dell'invasione russa dell'Ucraina, è stato trasferito dalle Forze per operazioni speciali e riassegnato alla brigata.
Il 15 aprile 2025 è stato reso noto che, in seguito alla riforma delle Forze armate ucraine che ha portato alla creazione dei comandi intermedi di corpo d'armata, sulla base della brigata è stato costituito il 1º Corpo d'armata "Azov" della Guardia Nazionale, il quale comprende la Brigata "Azov", la Brigata "Burevyj", la Brigata "Červona Kalyna", la Brigata "Kara-Dag" e la Brigata "Ljubart", appena costituita a partire dall'omonimo 5º Battaglione. Il comandante della 12ª Brigata, Denys Prokopenko, ha quindi assunto il comando del corpo d'armata, venendo sostituito dal tenente colonnello Bohdan Hrišenkov, capo di stato maggiore del 1º Battaglione.

## Organizzazione

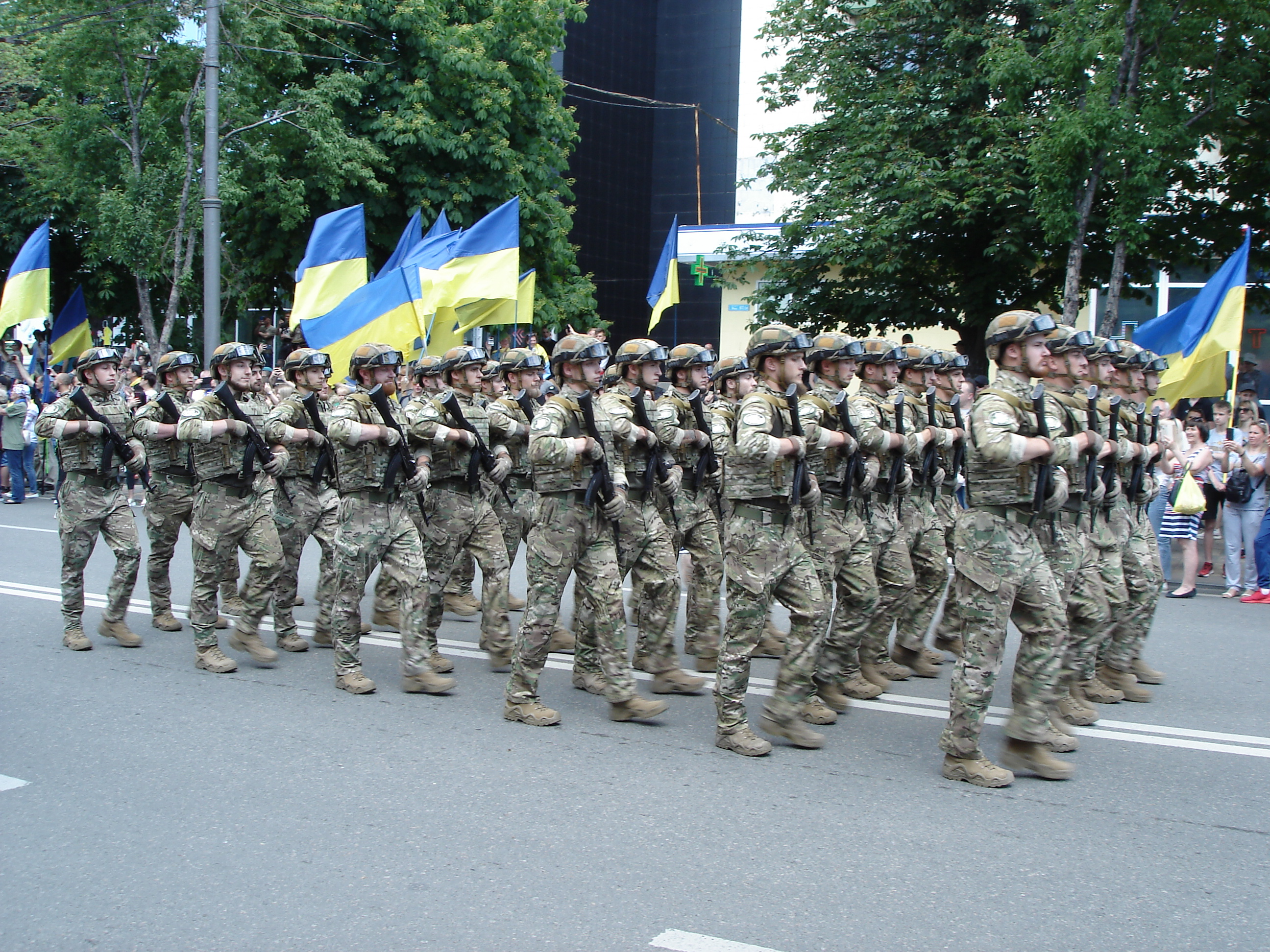
Il reggimento alla parata militare nazionale del 2021

A partire dal gennaio 2015, il Reggimento "Azov" ha assunto forma e strutture tipiche di un'unità militare di fanteria leggera. Il reparto dipende dal Comando operativo-territoriale orientale della Guardia nazionale dell'Ucraina.
La transizione da unità spontanea di volontari (per quanto riconosciuta dal governo) in un reparto militare regolare permanente ha naturalmente comportato l'adozione di procedure, regolamenti e standard del tutto identici a quelli dell'esercito. Le reclute sono sottoposte a una prima fase di selezione e scrutinio in un apposito centro di mobilitazione a Kiev. quindi devono affrontare due settimane di selezione nel centro di addestramento situato nell'ex-complesso industriale "Atek", alla periferia di Kiev, periodo descritto come "molto impegnativo" dalla stampa estera che ha visitato il complesso nell'aprile 2015. Quindi gli aspiranti vengono assegnati ai reparti, dove intraprendono un intenso addestramento militare incentrato su operazioni speciali, ricognizione, controguerriglia. Nel 2017 in un video del quotidiano britannico Guardian si racconta l'addestramento militare di minori da 9 a 17 anni. Gli opuscoli per reclutare i volontari dei “camping” venivano distribuiti direttamente nelle scuole.
I reparti di ricognizione speciale e di bonifica ordigni (EOD) sono considerati l'élite del reggimento e sono composti dagli elementi più esperti; il Reggimento "Azov" è strutturato inoltre su diverse unità di fanteria leggera, un reparto meccanizzato, una compagnia corazzata, artiglieria, genio, sanità, trasmissioni, secondo uno standard organizzativo comune a tutti i reggimenti speciali ucraini.
Attualmente la Brigata "Azov" è costituita da 6 battaglioni di fanteria e numerosi reparti di supporto: tuttavia il 4º Battaglione esiste solo sulla carta in quanto entità amministrativa comprendente i numerosi militari dell'unità fatti prigionieri dai russi a Mariupol' e ancora in cattività. Inoltre il 3º Battaglione è stato riorganizzato alla fine del 2024 in seguito al reclutamento di numerosi volontari stranieri, ed è composto perlopiù da personale non ucraino.

### Struttura attuale

Scudetto dell'unità fino al maggio del 2022

- Comando di brigata[60]
- 1º Battaglione operazioni speciali "Pandura"[61]
- 2º Battaglione operazioni speciali[62]
- 3º Battaglione internazionale[63]
- 5º Battaglione operazioni speciali "Ljubart" (espanso a brigata nel 2025)[64]
- 6º Battaglione operazioni speciali[65]
- Battaglione corazzato (T-72B e T-64BV)[66]
- Battaglione sistemi senza pilota[67]
- Gruppo d'artiglieria (2S1 Gvozdika e TRF1)[68]
- Battaglione artiglieria missilistica contraerei[69]
- Battaglione genio[70]
- Battaglione logistico
- Battaglione addestramento
- Compagnia comunicazioni
- Compagnia guerra elettronica[71]
- Compagnia difesa NBC[72]
- Compagnia medica[73]
- Compagnia ricognizione[74]
- Compagnia cecchini[75]
  - Squadra "Gladius Ultor"[76]
  - Squadra "Mortems"[77]
- Servizio portastendardo[78]
- Centro reclutamento

### Altre unità collegate
L'Azov ha costituito inoltre alcuni reparti indipendenti, sempre formati da volontari, reclutati in seguito all'invasione russa del 2022.
- Reggimento operazioni speciali Azov-Kyiv - formato il 9 marzo a Kiev e schierato nella regione di Zaporižžja, trasformato nel novembre 2022 nella 3ª Brigata d'assalto "Azov" in seno alle Forze terrestri ucraine.
- Distaccamento operazioni speciali Azov-Kharkiv - creato a Charkiv a maggio in seguito alla caduta di Mariupol', nel 2023 è stato riorganizzato nel 97º Battaglione della 60ª Brigata meccanizzata "Inhulec".
- 225º Battaglione ricognizione Azov - formato il 12 marzo a Charkiv sotto la 127ª Brigata di difesa territoriale.
- 226º Battaglione ricognizione e sabotaggio Azov - formato il 12 marzo a Charkiv sotto la 127ª Brigata di difesa territoriale.
- Battaglione Azov-Dnipro - nato come 98º Battaglione della 108ª Brigata di difesa territoriale e schierato a Orichiv, nel gennaio 2023 è stato trasferito alla 3ª Brigata d'assalto "Azov".[80]
- Battaglione Azov-Poltava - formato nell'oblast' di Poltava all'inizio dell'invasione, in seguito sciolto.
- Battaglione Azov-Prykarpattia - formato presso Ivano-Frankivs'k all'inizio dell'invasione, in seguito sciolto.
- Distaccamento "Albin" - formato da volontari della Bucovina e dei Carpazi, aggregato alla 107ª Brigata di difesa territoriale.[81]

### Composizione
Il battaglione "Azov" inizialmente era composto per la maggior parte da volontari, provenienti da partiti e movimenti politici legati all'estrema destra ucraina e integrati da volontari d'ispirazione nazifascista e neonazista provenienti anche da diversi paesi europei e non tra cui Stati Uniti d'America, Canada, Italia, Francia, Spagna, Portogallo, Germania, Regno Unito, Croazia, Norvegia, Polonia, Danimarca, Moldavia, Romania, Bulgaria, Finlandia, Svezia e Russia. Fonti del governo di Kiev negano che il battaglione Azov avesse espresso alla sua costituzione ideologie o posizioni ufficiali assimilabili al nazismo e, pur ammettendo che il reparto abbia attratto diversi volontari con dichiarate posizioni di estrema destra, nel 2015 hanno dichiarato che il 70-80% dei militari sarebbe politicamente neutrale. La formazione militare era legata al Corpo Nazionale, un progetto politico creato dai membri del battaglione, che partecipa anche alle elezioni e ha rapporti internazionali con altri gruppi suprematisti bianchi.
Con l'invasione russa dell'Ucraina del 2022 ai 750 militari in servizio si sono aggiunti numerosi volontari ucraini.
Circa la composizione ideologica del Reggimento Azov, è stato notato che, soprattutto dal 2022, si è unito un cospicuo numero di persone apolitiche o centriste.

### Comandanti
- Tenente colonnello Andrіj Bіlec'kyj (maggio - ottobre 2014)
- Tenente colonnello Ihor Mychajlenko (ottobre 2014 - novembre 2016)
- Tenente colonnello Maksym Žorin (novembre 2016 - settembre 2017)
- Tenente colonnello Denys Prokopenko (settembre 2017 - maggio 2022)
- Maggiore Mykyta Nadtočij - ad interim (giugno 2022 - febbraio 2023)
- Maggiore Bohdan Krotevyč - ad interim (aprile 2023 - luglio 2023)[89]
- Colonnello Denys Prokopenko (luglio 2023 - maggio 2025)
- Tenente colonnello Bohdan Hrišenkov (maggio 2025 - in carica)[90]

## Simbologia

### Wolfsangel

Wolfsangel

Lo stemma del battaglione fa riferimento al Wolfsangel, un simbolo subrunico, che simboleggia una trappola per lupi; attestato dal medioevo per la sua funzione di amuleto contro i lupi e utilizzato in vari stemmi araldici. Nel XV secolo il "gancio del lupo" divenne l'emblema di diverse rivolte contadine, grazie alle quali acquisì il significato fondamentale di libertà e indipendenza, e nell'araldica militare - forza di difesa, protezione del proprietario, specchio riflesso di qualsiasi attacco". È ancora presente negli stemmi di molte città europee, come Erwitte, Kleinblittersdorf, Burgwedel, Idar-Oberstein.
Questo simbolo nel corso del XX secolo fu inizialmente adottato anche dal nazismo, per essere poi soppiantato dalla svastica, e in seguito da alcune unità militari SS della Germania nazista operanti durante l'invasione dell'URSS. Sullo sfondo è posto il sole nero (Schwarze Sonne), costituito dalla rotazione di una serie di svastiche inscritte in un cerchio, anch'esso ispirato alla tradizione runica legata al misticismo nazista.

### Nuovo simbolo
Nel maggio 2022 lo stemma dell'unità, che faceva riferimento al Wolfsangel, è stato sostituito dal Tryzub stilizzato, formato da tre spade d'oro.

## Rapporti internazionali
Nel dicembre 2015 negli Stati Uniti d'America il Congresso ha rimosso il divieto di finanziare e addestrare il battaglione "Azov", come già avviene, a partire dal febbraio 2014, con altri corpi delle forze armate ucraine. Il battaglione ha rapporti con diverse organizzazioni di estrema destra in Europa, negli Stati Uniti e nel resto del mondo.
In Italia ha avuto contatti con CasaPound e con l'organizzazione terroristica neonazista "Ordine di Hagal", smantellata dalla polizia di Napoli il 15 novembre 2022.

## Crimini di guerra
Amnesty International, dopo un incontro avvenuto l'8 settembre 2014 tra il segretario generale di Amnesty Salil Shetty con il primo ministro Arsenij Jacenjuk, ha chiesto al governo ucraino di porre fine agli abusi e ai crimini di guerra commessi dai battaglioni di volontari che operano unitamente alle forze armate di Kiev. Il Governo ucraino ha aperto un'inchiesta ufficiale al riguardo, dichiarando che non risultano indagati ufficiali o soldati del battaglione "Azov".
Nel 2016, Amnesty International e Human Rights Watch ha ricevuto diverse accuse credibili di abuso e tortura da parte del reggimento. I rapporti pubblicati dall'Alto commissariato delle Nazioni Unite per i diritti umani (OHCHR) hanno documentato il saccheggio di abitazioni civili e la detenzione illegale e la tortura di civili tra settembre 2014 e febbraio 2015 "da parte delle forze armate ucraine e del reggimento Azov a Shyrokyne e dintorni".
L'OHCHR ha documentato un caso di stupro e tortura, scrivendo: "Un uomo con disabilità mentale è stato sottoposto a trattamenti crudeli, stupri e altre forme di violenza sessuale da parte di 8-10 membri dei battaglioni "Azov" e "Donbas" (entrambi i battaglioni ucraini) nell'agosto-settembre 2014. La salute della vittima si è successivamente deteriorata ed è stata ricoverata in un ospedale psichiatrico". L'OHCHR ha anche documentato che un sostenitore della Repubblica Popolare di Doneck è stato detenuto e torturato con elettricità e waterboarding e colpito ripetutamente ai genitali, con il risultato di fargli confessare di aver spiato per i militanti filorussi.
Nello stesso anno un rapporto presentato all'OSCE dalla ONG Foundation for the Study of Democracy, ritiene il battaglione "Azov" responsabile dell'uso sistematico di tecniche di tortura fisica e psicologica, di stupri ai danni della popolazione civile, occultamento di cadaveri nelle fosse comuni ed esecuzioni sommarie ai danni dei prigionieri. Secondo il giornale italiano Il Foglio, questa ONG sarebbe controllata dal governo russo.